# Lux Margit
Lux Margit (külföldön: Margarete Lux; Szombathely, 1902. április 10. – 1952 után) magyar némafilm színésznő.

## Pályafutása
Lux Gyula és Országh Aranka leányaként született. Nevét a „Lu a kokott" főszerepe tette ismertté Budapesten. Rózsahegyi Kálmán iskoláját végezte el, 1920-ban a Gaumont-filmgyár szerződtette amszterdami fiókjához. Férje Pósta Sándor, Magyarország kardbajnoka, orvos volt, akivel 1923. május 2-án Budapesten kötött házasságot.
Kertész Mihály több korai filmjében játszott. Főszerepet kapott Lajthay Károly Drakula halála című korai horrorfilmjében.

## Szerepei
- 1918 – Az ördög (magyar filmdráma, rendezte: Kertész Mihály, Molnár Ferenc színművéből)
- 1918 – Varázskeringő (magyar filmdráma, rendezte: Kertész Mihály és Arthur Lakner ) ... Steingruber Franci
- 1919 – Alruane (magyar sci-fi horror, rendezte: Kertész Mihály és Fritz Ödön, Hanns Heinz Ewers regényéből)
- 1919 – Lu, a kokott (magyar filmdráma, rendezte: Kertész Mihály, Artur Landsberger regényéből) ... Lujza / Lu, a kokott
- 1920 – Bilincsbe vert folyam (magyar filmdráma, rendezte: Gerőffy J. Béla)... Vendég az esküvőn
- 1920 – Jóslat (magyar filmdráma, rendezte: Fejős Pál, Oscar Wilde regényéből)
- 1921 – Lidércnyomás (magyar misztikus, fantasztikus filmdráma, rendezte: Fejős Pál, Oscar Wilde regényéből)
- 1921 – Drakula halála (magyar horrorfilm, rendezte: Lajthay Károly) ... Mary
- 1921 – Gróf Mefisztó (magyar filmdráma, rendezte: Garamszeghy Sándor, Szemere György regényéből) ... Színésznő